# Hovorunove, Iampil
Hovorunove (în ucraineană Говорунове) este un sat în comuna Vozdvîjenske din raionul Iampil, regiunea Sumî, Ucraina.

## Demografie
Componența lingvistică a localității Hovorunove
     Ucraineană (90,12%)
     Rusă (9,88%)
Conform recensământului din 2001, majoritatea populației localității Hovorunove era vorbitoare de ucraineană (90,12%), existând în minoritate și vorbitori de rusă (9,88%).